# Штучне запліднення

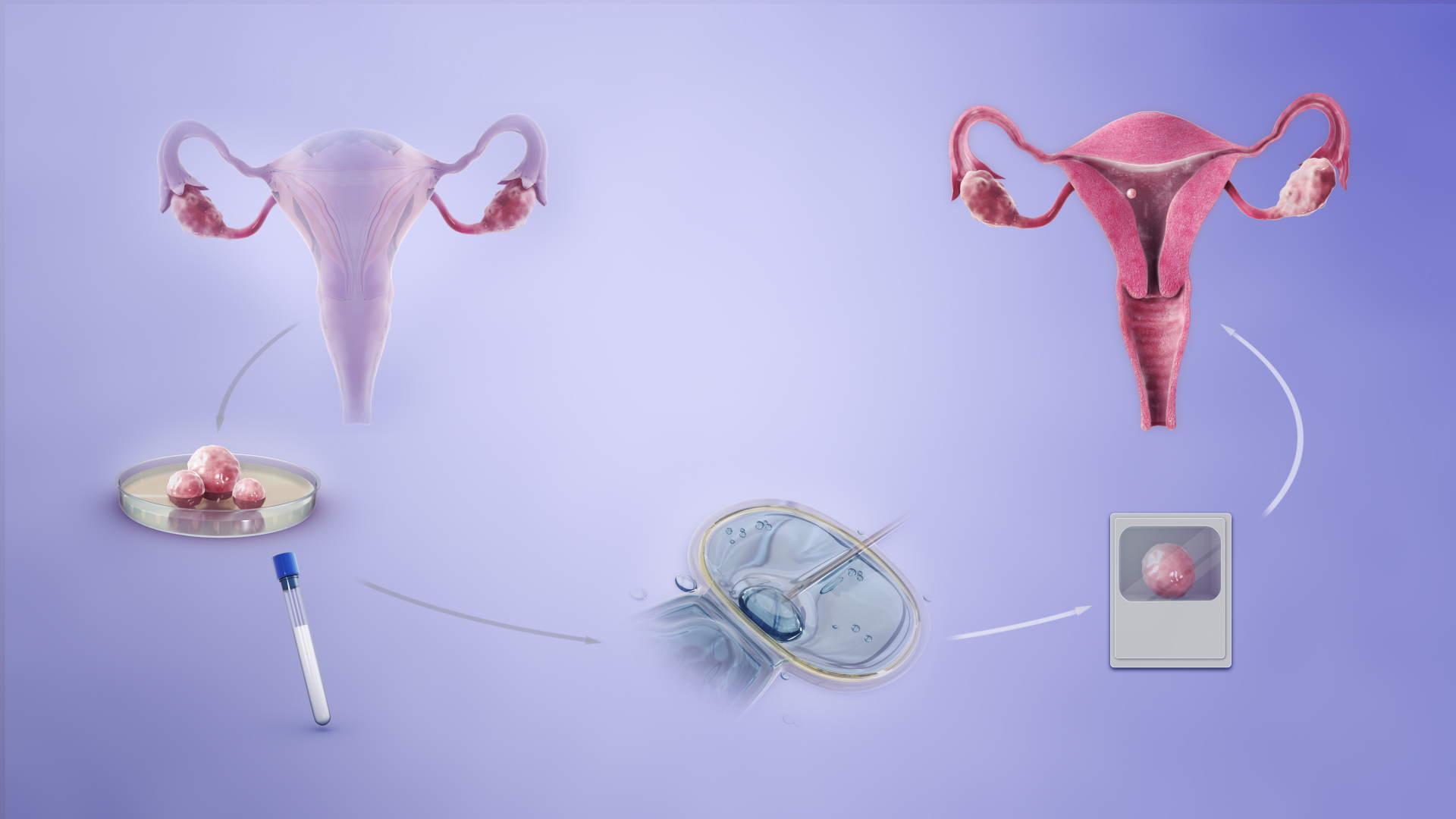
Схема штучного запліднення (зліва направо)

Екстракорпоральне запліднення (англ. IVF, in vitro fertilisation, від лат. extra — зовні, corpus — тіло, запліднення «in vitro», «в пробірці», ЕКЗ, народна назва — «шту́чне запліднення») — процес, в ході якого яйцеклітини запліднюються спермою поза межами жіночого організму.

## Історія
Експерименти з позаматкового зачаття лікарі почали проводити на тваринах значно раніше. Дослідження на мишах, розпочаті 1955 року, дозволили вивчити механізм запліднення, визначити оптимальний час для запліднення яйцеклітин в лабораторних умовах. З'явилася можливість виявляти спадкові аномалії в ембріонах до імплантації в матку.
Отримані результати дозволили згодом застосувати цю методику до людини. Цьому сприяв прогрес в медицині та в суміжних із нею науках, наприклад, у біології, а також винахід сучасного медичного обладнання.
Роберт Едвардс, працюючи в Кембриджському університеті, почав дослідження в сфері штучного запліднення 1960 року. 1968 року він домігся запліднення людської яйцеклітини в лабораторних умовах.
Вивчення оптимальних умов вилучення, штучного запліднення та подальшого перенесення ембріонів у матку зайняли 10 років. Першу спробу застосування ЕКЗ до лікування безпліддя було зроблено 1975 року, але вона завершилася невдачею: вагітність виявилася позаматковою.
Екстракорпоральне запліднення вперше в історії людства було проведено 1978 року в невеликому місті Оулдгомі в Англії. Засновниками екстракорпорального запліднення вважають кембриджських дослідників — ембріолога Роберта Едвардса та гінеколога Патрік Стептоу. В результаті першої операції екстракорпорального запліднення 25 липня 1978 року в сім'ї Леслі та Джона Браунів з'явилася довгоочікувана дитина — дочка Луїза. До цього Леслі протягом 9 років безуспішно лікувалася від безпліддя, викликаного непрохідністю маткових труб. Луїза Браун стала першою «дитиною з пробірки», як надалі стали називати дітей, народжених за допомогою цього методу.
Першою «дитиною з пробірки» в СРСР стала мешканка міста Красний Луч Луганської області Олена Донцова, яка народилася в клініці Наукового центру акушерства, гінекології та перинатології РАМН 1986 року.
Завдяки відкриттю Роберта Едвардса у світі народилося більше мільйона «дітей з пробірки». 2001 року Роберта Едвардса, який створив технологію штучного запліднення, було удостоєно найпрестижнішої американської премії у сфері медицини — Ласкерівскої премії. 2010 року Роберт Едвардс отримав Нобелівську премію з медицини.

## Медичні показання до заплідненняin vitro
ЕКЗ використовують для лікування всіх форм безпліддя, за винятком коли у жінки анатомічно змінена форма матки.
Жіноча безплідність:
- абсолютна трубна безплідність (відсутність маткових труб або порушена їхня функціональна здатність);
- безплідність, обумовлена ендометріозом (за відсутності ефекту від медикаментозної терапії);
- ендокринна безплідність при відсутності ефекту від інших методів лікування;
- безплідність нез'ясованого ґенезу за відсутності ефекту від інсемінації спермою чоловіка (протягом 6 циклів);
- безплідність, обумовлена анатомічною будовою;
- безплідність, обумовлена відсутністю або функціональною неповноцінністю яєчників або матки (у цих випадках програма запліднення in-vitro буде включати використання донорських яйцеклітин, ембріонів або програму сурогатного материнства).

Чоловіча безплідність:
- порушення якісних і кількісних показників сперми;
- аспермія (відсутність сперми);
- азооспермія (відсутність сперматозоїдів);
- безплідність, обумовлена анатомічною будовою.

## Методика
Методика ЕКЗ (перенесення ембріонів) технічно досить складна і складається з таких чотирьох етапів:
1. Стимулювання дозрівання яйцеклітин забезпечується різними гормональними препаратами. У міру зростання яйцеклітин проводиться аналіз крові для визначення гормональної реакції фолікула, що розвивається, та ультразвуковий контроль за ростом фолікулів у яєчниках.
2. Вилучення ооцитів (яйцеклітин). Ця операція здійснюється або за допомогою лапароскопічного методу, або за допомогою аспіраційної голки під ультразвуковим контролем. Лапароскопія проводиться з наркозом, шляхом розрізу нижче пупка. Введення аспіраційної голки (через вагінальне склепіння або стінку сечового міхура) здійснюється під місцевою анестезією.
3. Запліднення яйцеклітин в культурі. Вилучені яйцеклітини поміщають в спеціальне рідинне середовище, куди потім додають сперматозоїди. Час першого обстеження статевих клітин — через 18 годин після введення сперматозоїдів.
4. Введення ембріона в матку. Через 1-3 дні через катетер ембріон доставляють в порожнину матки. Невдала спроба відтворюється через 3-4 місяці до чотирьох разів. Далі доцільність користування методом ЕКЗ, для цього випадку, ставиться під сумнів.

## Підготовка до ЕКЗ

### Обстеження
Тобто, для того, щоб зробити ЕКЗ, обоє з подружжя, або жінка проходять всебічне обстеження. Робляться аналізи: крові — RW та ВІЛ  — мазок, спермограма чоловіка. З'ясовується причина, через яку жінка не може завагітніти; що стосується майбутнього батька, то проводяться дослідження на здатність його до зачаття.

### Підготовка жінки
Для початку жінці проводять стимуляцію яєчників — це робиться з метою отримання одразу декількох зрілих яйцеклітин протягом одного менструального циклу. Це підвищує ймовірність настання вагітності. Зрілі яйцеклітини витягують за допомогою пункції. Таку процедуру необхідно проводити амбулаторно. Після чоловік здає сперму.
Її спеціальним чином готують: сперматозоїди відмивають від насіннєвої плазми, тому що саме в ній міститься чинник, який робить сперматозоїди не здатними до запліднення. Потім сперматозоїди з'єднують з яйцеклітинами, відбувається запліднення, після чого клітини починають ділитися — розвивається ембріон.

### Ембріони
Через 2-3 дні він складається вже з 4-8 клітин, і його може бути перенесено до матки. Зазвичай, для страховки переносять одночасно 3-4 ембріони. «Приживається» один-два, інші гинуть. Якщо життєздатними виявляються всі перенесені до матки зародки, розвивається багатоплідна вагітність. Те, що запліднення відбулося, підтверджують ультразвуковим дослідженням.
При зачатті «в пробірці» можливо впливати на здоров'я майбутньої дитини, контролювати стать плоду і виключати деякі генетичні (спадкові) захворювання. Лікарі обстежують ембріон до того, як перенести його до матки. Ембріони, що несуть ген спадкового захворювання, наприклад, хвороби Дауна, та інші слабші ембріони вбивають (селекція). Після того, як зародок прижився і почав розвиватися, жінка повинна спостерігатися у звичайній районній жіночій консультації. Якщо розвивається багатоплідна вагітність, деякі ембріони можуть вбити (редукція — ранній аборт). Пологи при штучному заплідненні, лактація та розвиток дитини нічим не відрізняються від цих же процесів за традиційного зачаття.
За наступні після відкриття роки бурхливий розвиток медичних технологій доповнив первісну методику ЕКЗ новими, безпечнішими й ефективнішими методами вилучення, консервації, запліднення яйцеклітин та імплантації ембріонів. Зараз техніка ЕКЗ дозволяє розв'язувати проблему безпліддя не лише в жінок, а й у чоловіків: для штучного запліднення методом інтроцитоплазматичної ін'єкції (ІКСІ) достатньо одного повноцінного сперматозоїда. Заморожені яйцеклітини можуть безпечно зберігатися протягом десятків років, що дає можливість жінці обирати оптимальний час для вагітності. Після розморожування ембріонів для подальшого «підсаджування» частина з них гине, але після тривалого зберігання вони стають непридатними і знищуються. Кріоконсервація яйцеклітин дає надію на материнство пацієнткам, які пережили онкологічні захворювання.

## Вплив на подальший розвиток дитини
Дуже часто висловлюються побоювання, що штучне запліднення може негативно вплинути на розумові здібності дитини. Тим не менше, нові дослідження показали, що якщо ви хочете зачати розумну дитину, можливо, у вас буде більше шансів, якщо ви скористаєтеся штучним заплідненням.
Згідно з дослідженнями, опублікованими Айовським Університетом (UI) англ. в жовтневому випуску часопису «Людське відтворення», діти, яких було народжено внаслідок штучного запліднення (IVF) отримали кращі результати за своїх однолітків з урахуванням статі та віку в Айовському оцінюванні основних навичок — тесті, який широко використовується для того, щоб оцінювати основні вміння учнів, а також Оцінюванні розвитку освіти Айови (ITBS/ED), який зазвичай вважають об'єктивною оцінкою показників освіти. Дослідники виявили, що діти, яких було зачато шляхом запліднення з пробірки, отримали результати, нічим не гірші за вислід своїх однолітків в будь-якому віці з 3 по 12 клас.

## Сприйняття окремими суспільними групами
Оскільки в процесі екстракорпорального запліднення гине значна частина ембріонів, ця процедура є неприйнятною для противників абортів. Зокрема, селекція (вибраковування дефектних і слабших) і редукція (вбивство «зайвих» ембріонів з тих, що імплантувалися в матці) з їхньої точки зору є умисними вбивствами. Для того, щоби не застосовувати редукції, «підсаджують» мало ембріонів (2 — 3). Оскільки в процесі розморожування ембріонів частина з них гине, морально прийнятною є відмова від кріоконсервації, а, відповідно, від стимуляції яєчників для створення великої кількості ембріонів.

### Релігійна реакція

#### Римо-католицька церква
Католицька Церква засуджує ЕКЗ не лише з причини абортативності технологій та маніпуляції з людським життям, а й тому, що через цей спосіб запліднення дітонародження відділено від подружнього акту. Зокрема, в Енцикліці Evangelium Vitae (25 березня 1995 року) Папа Іван Павло ІІ навчає:
Різні техніки штучного запліднення, які, здається, мають служити життю і часто застосовуються з тим наміром, насправді також уможливлюють нові замахи на життя. Вони неприйнятні з погляду моралі, оскільки відділяють дітонародження від істинно людського контексту подружнього акту, а надто стосується це до техніки, що донині нараховує високий відсоток невдач: ідеться тут не стільки про самий момент запліднення, скільки про наступну фазу розвитку ембріона, нараженого на ризик скорої смерті. В багатьох випадках наявна більша кількість ембріонів, ніж це необхідно для переселення котрогось із них до лона матері; потім ці так звані „понаднормові ембріони“ вбивають чи використовують у наукових дослідах, які мають начебто служити поступові науки і медицини, а насправді зводять людське життя тільки до ролі „біологічного матеріалу“, що ним можна вільно орудувати».— Іван Павло II, Evangelium Vitae

#### Православна Церква
Православною Церквою не допускаються методи штучного запліднення. Більшість православних богословів, що спеціалізуються на даному питанні, говорять про повну неприпустимість методів ЕКЗ.

## Етика застосування ШІ в закладах штучного запліднення
Сідні Харальд опублікував статтю про розвиток індустрії штучного запліднення в Австралії, що розвивається галопуючими темпами. В деяких з цих установ застосовують ШІ для прискорення та здешевлення процедури відбору ембріонів. Доктор біоетики Джуліан Коплін занепокоєний застосуванням ШІ для відбору ембріонів, так як відсутні правила, за якими ШІ здійснює відбір, а також недостатню вивченість ШІ на предмет ненавмисної упередженості щодо відбору ембріонів з певними характеристиками, що може призвести до зайвого, позаетичного втручання ШІ в процеси людського життя, як зародження та смерть.